# Carlos Lampe
Carlos Lampe (født 17. marts 1987) er en boliviansk fodboldspiller. Hans nuværende hold er Boca Juniors i Primera División de Argentina.
Han har repræsenteret sit land i FIFA World Cup kvalifikationskampe og Copa América 2016